# バルバラ・ゴンザーガ
バルバラ・ゴンザーガ（Barbara Gonzaga, 1455年12月11日 - 1505年3月31日）は、マントヴァ侯ルドヴィーコ3世・ゴンザーガとその妻でブランデンブルク＝クルムバッハ辺境伯ヨハンの娘であるバルバラの間の娘で、ヴュルテンベルク公エーバーハルト1世の妃。

## 生涯
バルバラの長兄フェデリーコ1世は、母親がドイツ出身ということで妹をドイツの諸侯と結婚させようと考え、1474年にバルバラをヴュルテンベルク＝ウラッハ伯エーバーハルト5世（後の公爵エーバーハルト1世）と結婚させた。エーバーハルト5世は1482年にヴュルテンベルク伯領を統一させ、1495年には初代ヴュルテンベルク公となった。
バルバラは結婚後も郷里と実家の家族を懐かしんだ。切望し続けた郷里への帰還は、夫が亡くなった1496年以後も実現しなかった。夫との間に生まれた一人娘バルバラは、生後2カ月で亡くなっている。バルバラは夫に対して全く影響力を持つことはなかったものの、この結婚によりイタリア・ルネサンスの人文主義や文化がヴュルテンベルクにもたらされた。夫エーバーハルトはバルバラに刺激を受け、熱烈なイタリア文化の崇拝者となった。
バルバラは死後、キルヒハイムのドミニコ会女子修道院に埋葬された。しかしこの女子修道院が1537年に取り壊された時に、彼女の遺骸は行方不明になった。